# De Lelie (Aalten)
De Lelie est un moulin à vent situé dans la localité d'Aalten, à Aalten, dans la province de Gueldre aux Pays-Bas.